# Color Line Stadion
El Color Line Stadion es un estadio de fútbol ubicado en Ålesund, Noruega. Tiene una capacidad para 10 778 espectadores y es sede del equipo local del Aalesunds FK. Fue inaugurado en 2005 y tuvo un coste de 160 millones de coronas noruegas. La UEFA utiliza el nombre de Aalesund Stadion.